# تارا مور
تارا مور (بالإنجليزية: Tara Moore)‏ (مواليد 6 أغسطس 1992 في هونغ كونغ)، هي لاعبة كرة مضرب بريطانية بدأت مسيرتها كمحترفة سنة 2010 تلعب باليد اليمنى وتحتل حالياً المرتبة رقم. 315 (21 مارس 2016) في تصنيف رابطة محترفات كرة المضرب. أعلى تصنيف لها في الفردي كان المركز الـ 183 في سنة 2013. أعلى تصنيف لها في الزوجي كان المركز الـ 164 في سنة 2016.
وأعلنت تارا مور عن زواجها من اللاعبة السويسرية كوني بيرين في سبتمبر 2016.

## النهائيات

### الزوجي: 1 (الوصافة 1)
| الحصيلة | الرقم | التاريخ        | الدورة                    | الأرضية | الشريك     | المنافس                            | النتيجة        |
| ------- | ----- | -------------- | ------------------------- | ------- | ---------- | ---------------------------------- | -------------- |
| الوصافة | 1.    | 20 فبراير 2016 | بطولة ريو للتنس، البرازيل | ترابية  | كوني بيرين | فيرونيكا كيبيد رويج ماريا إيروغيين | 1–6, 6–7 (1–7) |

## روابط خارجية
- تارا مور على موقع رابطة محترفات التنس (الإنجليزية)
- تارا مور على موقع الاتحاد الدولي لكرة المضرب (الإنجليزية)
- تارا مور على موقع كأس بيلي جين كينغ (الإنجليزية)
- تارا مور على موقع بطولة ويمبلدون (الإنجليزية)
- تارا مور على موقع خلاصة التنس.كوم (الإنجليزية)
- تارا مور على موقع إي إس بي إن.كوم (الإنجليزية)